# Corythucha marmorata
Corythucha marmorata är en insektsart som först beskrevs av Philip Reese Uhler 1878.  Corythucha marmorata ingår i släktet Corythucha och familjen nätskinnbaggar. Inga underarter finns listade i Catalogue of Life.